# Баритолампрофіліт
Баритолампрофіліт — мінерал, різновид лампрофіліту. Належить до силікатів.

## Загальний опис
Формула Na3(BaK)Ti3(Si2O7)2O2(OH)2.
Твердість 2-3. Густина 3,64. Сингонія моноклінна. Блиск скляний. Радіоактивність — 40,33 GRapi. Спайність досконала. Колір темно-коричневий. Риса жовто-біла.